# Южноафриканский узкорот
Южноафриканский узкорот (лат. Breviceps adspersus) — вид бесхвостых земноводных из рода африканских узкоротов.

## Распространение
Западная и центральная части Анголы, северная Намибия, Ботсвана, Западная Замбия, Зимбабве, южная часть Мозамбика, Южная Африка к востоку от провинции Северный Кейп, юго-западная часть Восточно-Капской провинции. Возможно, Лесото.

## Описание
Тело толстое и шаровидное, с уплощённой мордой. Цвет кожи светло- или тёмно-коричневый, с рядами более светлых желто-оранжевых пятен с более тёмными границами. Конечности типичны для большинства роющих лягушек и жаб — короткие и толстые. Самки намного крупнее самцов. Песни — короткий, размытый свист. Исполняются непрерывной серией отдельных трелей или группами из 2, 3 или более трелей.

## Образ жизни
Естественными местами обитаниями являются саванны, заросли кустарника, заливные и низинные луга, пахотные земли, пастбища, плантации и городские районы.
Ведут подземный образ жизни, выходя на поверхность лишь для кормления и спаривания в сезон дождей. Норы глубиной до 50 см копают задними лапами. В случае нападения лягушка раздувается, таким образом закрепляясь внутри норы. Питаются мелкими беспозвоночными.

## Размножение
Из-за разницы в размерах и очень коротких конечностей, самцы не способны обхватить самку во время спаривания. Поэтому самка выделяет липкое вещество, которое «склеивает» вместе самца и самку на протяжении спаривания. «Склееная» пара зарывается под землю до влажного слоя, где устраивается нора, после чего самка откладывает икру. Развитие у этих лягушек прямое, из яиц выходят уже сформированные лягушата размером от 3 до 6 сантиметров.

## Галерея

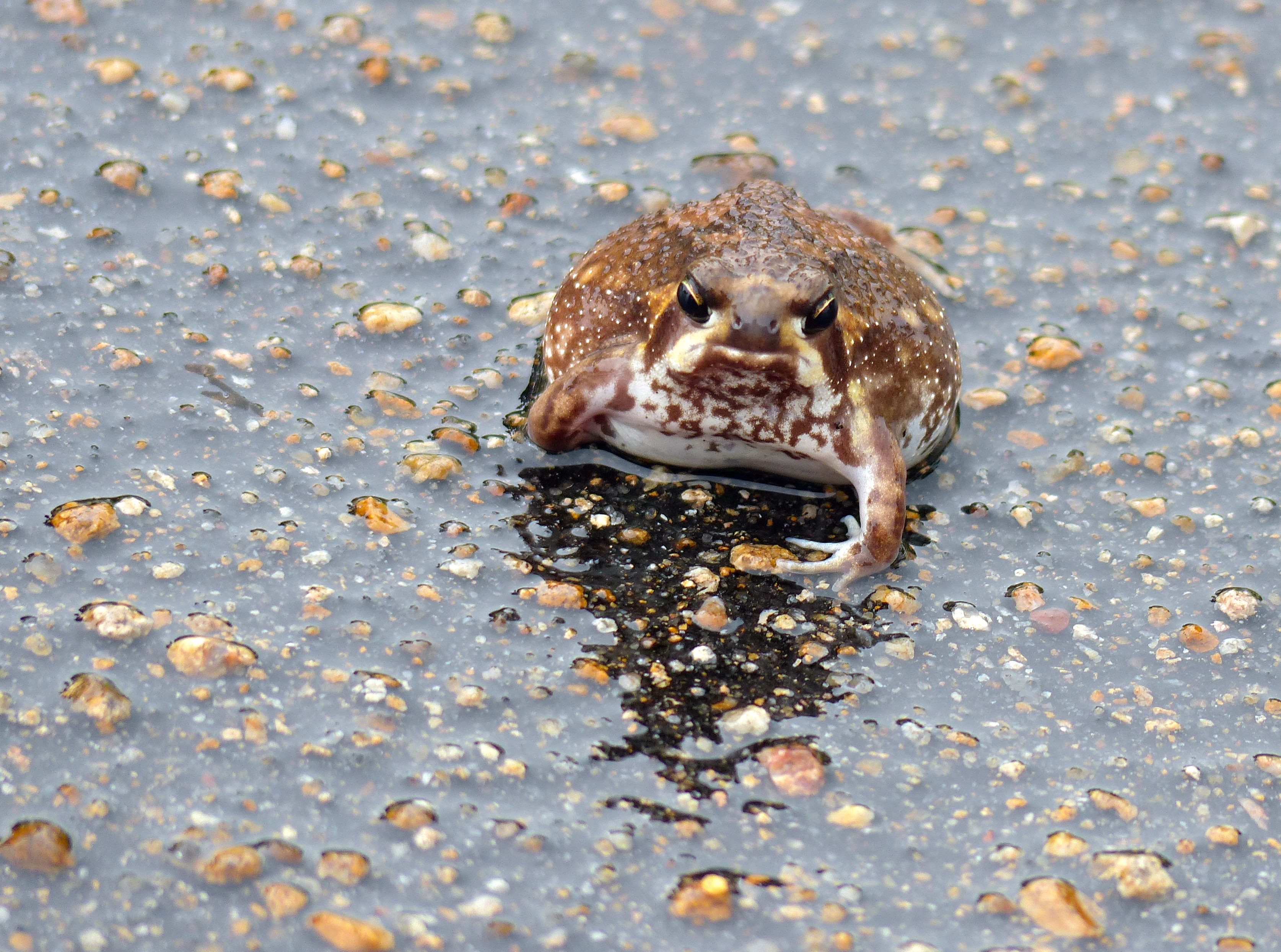
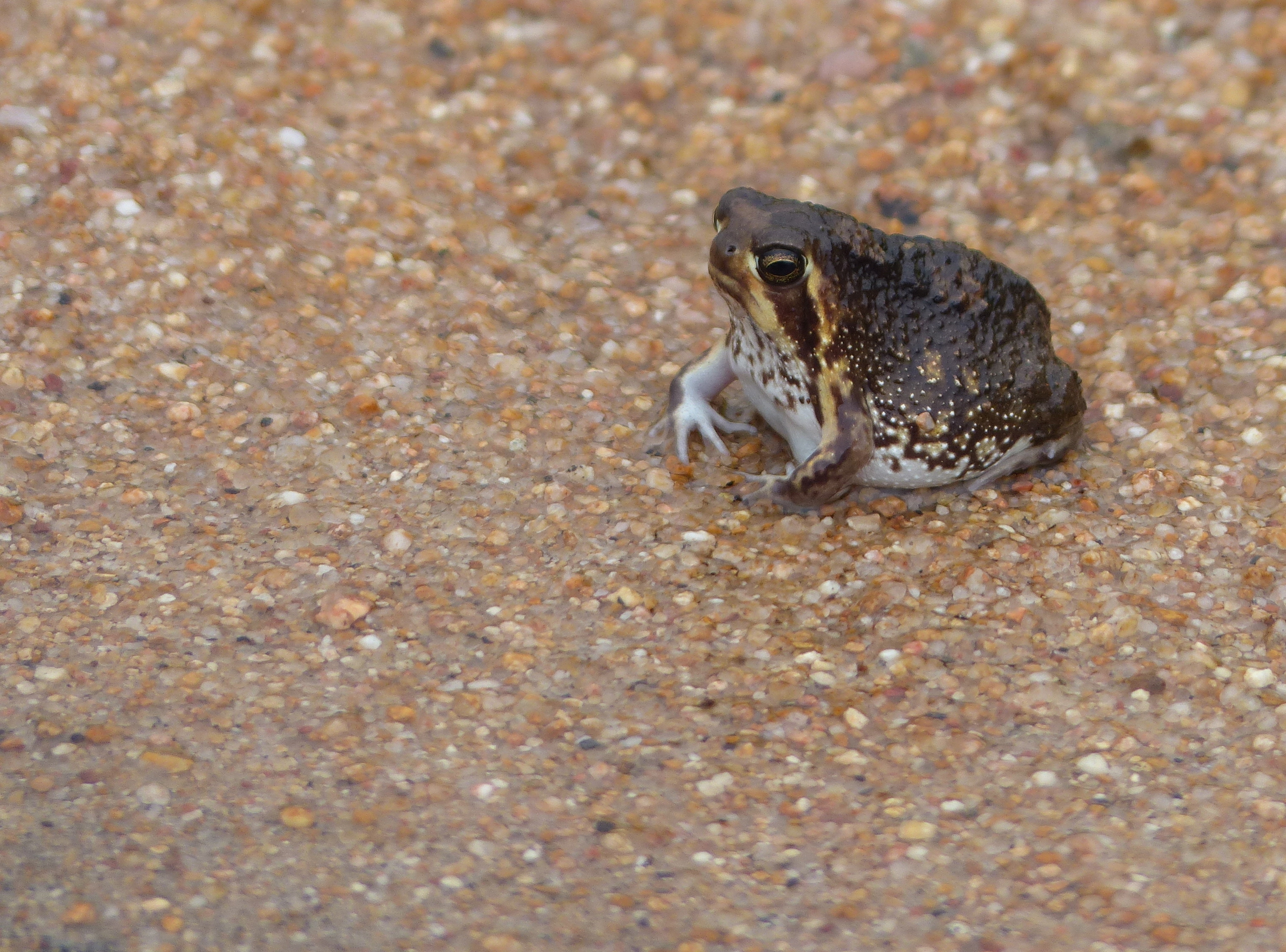
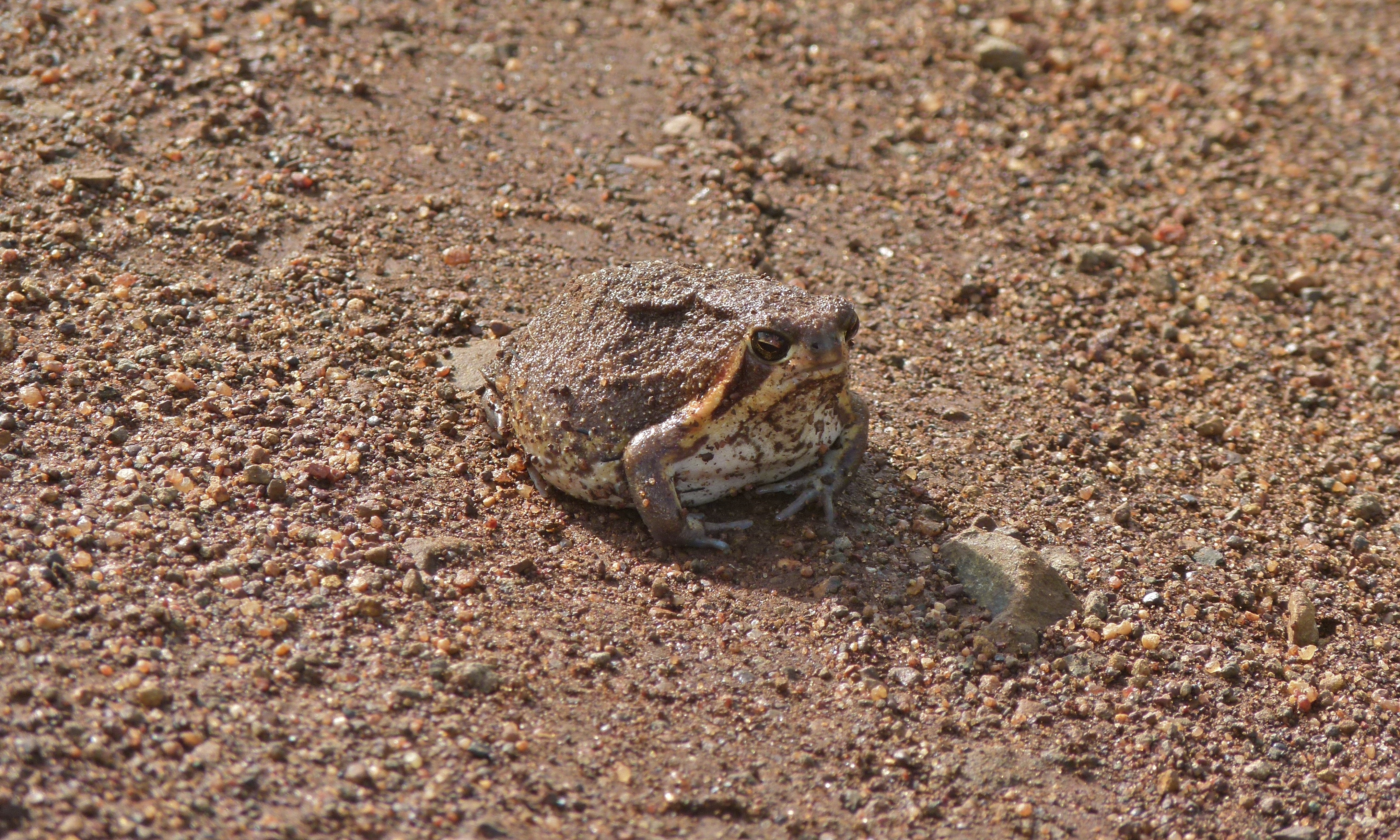
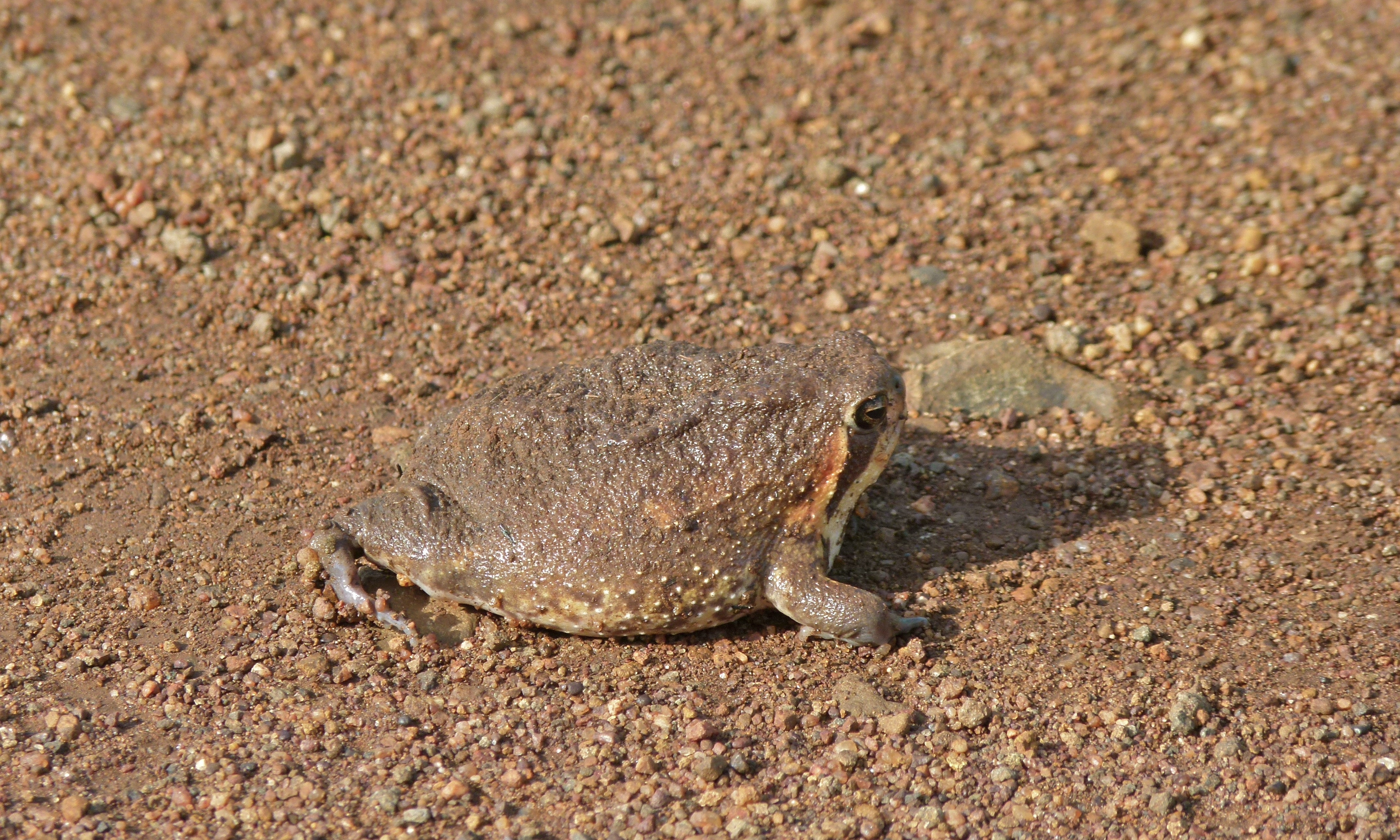